# Трес
Трес (итал. Tres) је насеље у Италији у округу Тренто, региону Трентино-Јужни Тирол.
Према процени из 2011. у насељу је живело 644 становника. Насеље се налази на надморској висини од 790 м.

## Становништво
Према резултатима пописа становништва 2011. у општини је живело 718 становника.
| 1931. | 1936. | 1951. | 1961. | 1971. | 1981. | 1991. | 2001. | 2011. |
| ----- | ----- | ----- | ----- | ----- | ----- | ----- | ----- | ----- |
| 676   | 626   | 642   | 591   | 513   | 503   | 566   | 657   | 718   |